# Kalendarium rządu Jana Olszewskiego
Kalendarium rządu Jana Olszewskiego opisuje powołanie rządu Jana Olszewskiego, zmiany na stanowiskach ministrów, sekretarzy stanu, podsekretarzy stanu, wojewodów i wicewojewodów a także zmiany personalne na kierowniczych stanowiskach w urzędach centralnych podległych Radzie Ministrów.

## Zmiany w rządzie
Lista zmian personalnych na stanowiskach ministrów, sekretarzy stanu i podsekretarzy stanu.

### Rok 1991
| Powołanie | Odwołanie       |
| 23 grudnia 1991 | 23 grudnia 1991 |
| --- | --------------- |
| - Artur Balazsa na urząd ministra-członek Rady Ministrów, - Zbigniewa Dyka na urzędy ministra sprawiedliwości i prokuratora generalnego, - Jerzego Eysmontta na urząd ministra-kierownika Centralnego Urzędu Planowania, - Adama Glapińskiego na urząd ministra współpracy gospodarczej z zagranicą, - Gabriela Janowskiego na urząd ministra rolnictwa i gospodarki żywnościowej, - Stefana Kozłowskiego na urząd ministra ochrony środowiska, zasobów naturalnych i leśnictwa, - Jerzego Kropiwnickiego na urząd ministra pracy i polityki socjalnej, - Karola Lutkowskiego na urząd ministra finansów, - Antoniego Macierewicza na urząd ministra spraw wewnętrznych, - Mariana Miśkiewicza na urząd ministra zdrowia i opieki społecznej, - Jana Parysa na urząd ministra obrony narodowej, - Andrzeja Sicińskiego na urząd ministra kultury i sztuki, - Krzysztofa Skubiszewskiego na urząd ministra spraw zagranicznych, - Andrzeja Stelmachowskiego na urząd ministra edukacji narodowej, - Ewarysta Waligórskiego na urząd ministra transportu i gospodarki morskiej. | –               |

### Rok 1992
| Powołanie                                            | Odwołanie |
| 28 lutego 1992                                       | 28 lutego 1992 |
| ---------------------------------------------------- | --- |
| - Andrzeja Olechowskiego na urząd ministra finansów. | - Karola Lutkowskiego z urzędu ministra finansów (powołany na ten urząd 23 grudnia 1991). |
| 9 maja 1992                                          | |
| –                                                    | - Artura Balazsa z urzędu ministra-członka Rady Ministrów (powołany na ten urząd 23 grudnia 1991). |
| 23 maja 1992                                         | |
| –                                                    | - Jana Parysa z urzędu ministra obrony narodowej (powołany na ten urząd 23 grudnia 1991). |
| 5 czerwca 1992                                       | |
| –                                                    | - Andrzeja Olechowskiego z urzędu ministra finansów (powołany na ten urząd 28 lutego 1992), - Jana Olszewskiego z urzędu prezesa Rady Ministrów (powołany na ten urząd 6 grudnia 1991). |
| 20 czerwca 1992                                      | |
| –                                                    | - Antoniego Macierewicza z urzędu ministra spraw wewnętrznych (powołany na ten urząd 23 grudnia 1991), - Wojciecha Włodarczyka z urzędu ministra-szefa Urzędu Rady Ministrów (powołany na ten urząd 23 grudnia 1991). |
| 11 lipca 1992                                        | |
| –                                                    | - Zbigniewa Dyka z urzędów ministra sprawiedliwości i prokuratora generalnego (powołany na te urzędy 23 grudnia 1991), - Jerzego Eysmontta z urzędu ministra-kierownika Centralnego Urzędu Planowania (powołany na ten urząd 23 grudnia 1991), - Adama Glapińskiego z urzędu ministra współpracy gospodarczej z zagranicą (powołany na ten urząd 23 grudnia 1991), - Gabriela Janowskiego z urzędu ministra rolnictwa i gospodarki żywnościowej (powołany na ten urząd 23 grudnia 1991), - Stefana Kozłowskiego z urzędu ministra ochrony środowiska, zasobów naturalnych i leśnictwa (powołany na ten urząd 23 grudnia 1991), - Jerzego Kropiwnickiego z urzędu ministra pracy i polityki socjalnej (powołany na ten urząd 23 grudnia 1991), - Mariana Miśkiewicza z urzędu ministra zdrowia i opieki społecznej (powołany na ten urząd 23 grudnia 1991), - Andrzeja Sicińskiego z urzędu ministra kultury i sztuki (powołany na ten urząd 23 grudnia 1991), - Krzysztofa Skubiszewskiego z urzędu ministra spraw zagranicznych (powołany na ten urząd 23 grudnia 1991), - Andrzeja Stelmachowskiego z urzędu ministra edukacji narodowej (powołany na ten urząd 23 grudnia 1991), - Ewarysta Waligórskiego z urzędu ministra transportu i gospodarki morskiej (powołany na ten urząd 23 grudnia 1991). |